# New York Life Building (Kansas City)
El New York Life Building es un edificio de 12 pisos, 54,86 m (60,0 yd) de gran altura en el Distrito Bibliotecario del centro de Kansas City (Estados Unidos). La torre de ladrillo y piedra rojiza, que se completó en 1890, generalmente se considera el primer rascacielos de Kansas City y fue el primer edificio de la ciudad equipado con ascensores. Fue encargado por New York Life Insurance Company, que también utilizó el mismo diseño para el edificio del Banco Nacional de Omaha en Omaha que se completó en 1889. Varios edificios alrededor del mundo comparten su nombre. Una pieza central del distrito de la biblioteca y el distrito histórico de la avenida Baltimore, el edificio está ubicado en medio de estructuras históricas como el Kansas City Club y la Biblioteca Central.

## Fondo
El edificio fue diseñado en 1885 por Frederick Elmer Hill del estudio de arquitectura McKim, Mead & White de la ciudad de Nueva York. Hill, quien se graduó del Instituto de Tecnología de Massachusetts en 1882, llegó a Kansas City en 1885 inicialmente para supervisar la construcción de su diseño, pero terminó quedándose hasta 1901, cuando diseñó otros edificios notables. Desde 1893 hasta 1895, participó en el diseño y la construcción de lo que hoy es la Catedral Grace and Holy Trinity en la cercana Quality Hill. Hill también diseñó el Salón de Convenciones.
Construido en estilo renacentista italiano, el edificio New York Life tiene un exterior de ladrillo y piedra rojiza y una huella en forma de H con alas de diez pisos que flanquean una torre de doce pisos. Un águila calva monumental que cuida a los aguiluchos en un nido se alza sobre la entrada principal. La obra fue esculpida por Louis St. Gaudens y contiene más de dos toneladas de bronce fundido. Con un piso de atrio de granito italiano en el vestíbulo, la ubicación del edificio marcó el primer movimiento significativo de la ciudad hacia el sur desde su fundación en River Market a lo largo del río Misuri. La imponente estructura también marcó un cambio dramático en el skyline de Kansas City, donde los edificios más altos anteriormente habían sido de tres o cuatro pisos.
En 1970, el edificio New York Life se agregó al Registro Nacional de Lugares Históricos. En 1988, sin embargo, fue abandonado. En 1996, una restauración del edificio de 35 millones de dólares agregó características modernas de energía, comunicaciones y medio ambiente.
Comprado por la diócesis católica de Kansas City-Saint Joseph en 2010 por 11,7 millones de dólares, el edificio ahora alberga las oficinas administrativas de la diócesis (la cancillería), con un total de alrededor de 180 empleados. El edificio pasó a llamarse Centro Católico.

## Galería

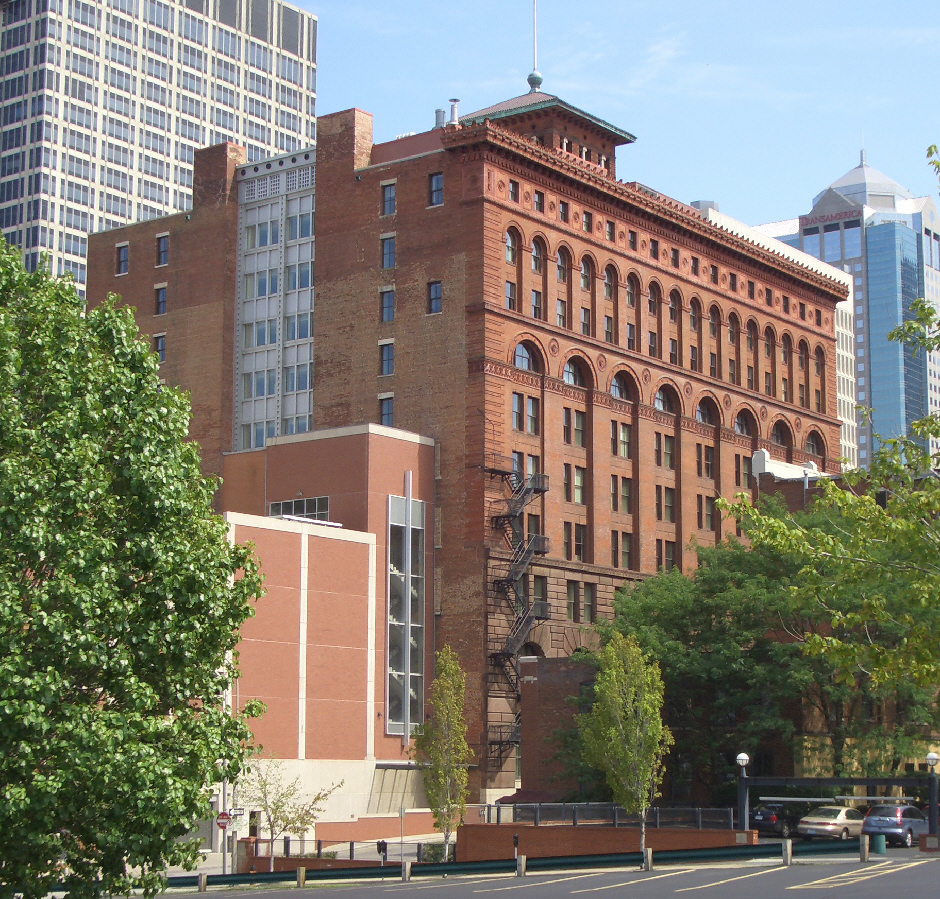
vista noroeste
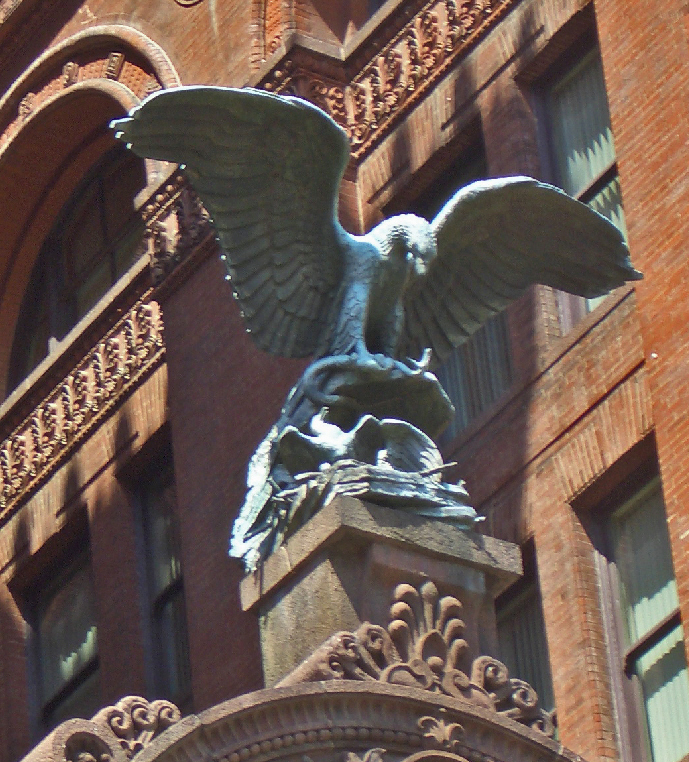
Obra del escultor Louis St. Gaudens